# Cambron-Mairie
Cambron-Mairie is een voormalige gemeente in de Belgische provincie Henegouwen. De plaats ligt nu in Cambron-Casteau, een deelgemeente van Brugelette.

## Geschiedenis
De naam gaat al terug tot de middeleeuwen, toen hier een cisterciënzer abdij werd opgericht. Naast deze plaats, Cambron-l'Abbaye, ontstonden hier ook de dorpen Cambron-Casteau en Cambron-Saint-Vincent.
Op het eind van het ancien régime werd de plaats een gemeente met de naam Cambron-Marie. De gemeente werd in 1805 echter alweer opgeheven en het grondgebied werd aangehecht bij Cambron-Casteau en de buurgemeenten.